# I predoni del Sahara (romanzo)
I predoni del Sahara è un romanzo d'avventura di Emilio Salgari. In questo libro, pubblicato nel 1903, l'autore narra una delle avventure più audaci dell'epoca: l'attraversata del Sahara a dorso di cammello.
Le vicende sono racchiuse all'interno di un gruppo di romanzi che si svolgono nella stessa ambientazione africana, noto appunto come appunto "Avventure africane". I romanzi non vogliono essere collegati da personaggi o trama, ma legati tra loro dai meravigliosi e terribili paesaggi africani.

## Trama
Una traversata del Sahara da Tafilelt nel Marocco (città scomparsa ma che ha lasciato una sua traccia nella regione odierna Meknès-Tafilalet) a "Tombuctu" (odierna Timbuctù) nel Sudan meridionale, a dorso di cammello, è un'impresa rischiosa, quasi disperata: il sole implacabile, la mancanza d'acqua, gli scherzi della Fata Morgana, le belve, il simun che scatena le terribili tempeste di sabbia, la minaccia continua di venire assaliti dagli avidi e crudeli Tuareg sarebbero motivi sufficienti a scoraggiare chiunque, ma non certo il signor di Sartena. Giovane audacissimo, nobile d'animo e per casata corsa, amante dell'avventura, egli deve condurre a termine una missione segreta. Ma come se tutto il resto non bastasse, sono aggregati alla sua carovana un ricco ebreo, Ben Nartico che egli ha salvato dalla persecuzione, la sorella di costui, la cui bellezza fa nascere intrighi, e un truce traditore che, nascosto fra gli altri, medita la rovina degli ignari compagni di viaggio. Il dramma esplode a Tombuctu: la Regina delle Sabbie impegna i nostri eroi in una lotta all'ultimo sangue.

## Edizioni
- I predoni del Sahara, illustrazioni di A. Della Valle, 1ª ed., Genova, Donath, 1903.
- I predoni del Sahara, Antonio Vallardi, 1918.
- Mario Spagnol (a cura di), I predoni del Sahara, edizione integrale annotata, Milano, Mondadori, 2011.

## Opere derivate
Dai Predoni del Sahara avrebbe dovuto essere tratto un film nei primi anni quaranta, durante la seconda guerra mondiale. La sceneggiatura di Federico Fellini, Vittorio Mussolini e Osvaldo Valenti, ritrovata dai ricercatori dell’Ismeo, ambientava la vicenda in Libia; il progetto del film, di cui avrebbero dovuto essere registi Gino Talamo e Osvaldo Valenti, fu interrotto per vicende belliche.